# スフィア (会社)
有限会社スフィア(Sphere Inc.)は　名古屋市に本社を置く音楽会社・語学学校。2001年1月に設立。アメリカ人ミュージシャンであるマービン・レノアーが副社長。

## 沿革
- 2004年 - 大学・企業などで　異文化コミュニケーション・海外取引コンサルタントなどの業務を開始。
- 2007年・2008年 - 中日ドラゴンズのチアリーダー・チアドラゴンズへの曲の提供およびプロデュース。
- 2011年に公開された 映画「明日泣く」（主演 斎藤工 汐見ゆかり  監督 内藤誠）の製作に関わる。